# Винар, Хилда
Ви́нар, Хи́лда (индон.  Hilda Winar) (р. 20 февраля 1965 г., Паданг) — индонезийская поэтесса, директор издательства HW Project.

## Краткая биография
Окончила Университет Паджаджаран (Бандунг). В настоящее время возглавляет созданную ею компанию HW Project, занимающуюся изданием художественной литературы и организацией литературных и театральных мероприятий. Пишет стихи, пантуны, эссе, которые публикуются в различных изданиях. Среди авторских антологий её стихов «От нуля до следующего километра» (2014), «Свет» (2015, с параллельным текстом на английском языке). Часть ее пантунов опубликованы в сборнике «Песни красной земли» (Сингапур, 2016), а стихов — в сборнике «Клунгкунг — древняя земля, земля любви» (2016).
Как руководитель издательства осуществила два проекта по изданию поэтических антологий с русским переводом в сотрудничестве с московским издательством «Ключ-С» («В поисках мечты» — 2016 и «Стихи со склона горы» — 2018), опубликовала сборник рассказов Виктории Токаревой «Розовые розы» в переводе на индонезийский язык (2018), а также монографию Виктора Погадаева «Великий русский поэт Пушкин и мир Востока» (2019), приурочив ее к 220 годовщине А. С. Пушкина. В августе 2019 г. посетила Москву в рамках участия в Фестивале Индонезии.
Занимает активную социальную позицию. Принимала участие в акциях протеста против режима Сухарто в 1998 г., около месяца была волонтером в одной из больниц Аче после опустошительного цунами 2004 г.

## В переводах на русский
- У могилы матери; Лишь мы вдвоем; Друг[9].
- Дождь; Инсульт; Бандунг; Лишь мы вдвоем[10]